# 49. македонска дивизија НОВЈ
49. македонска дивизија НОВЈ формирана је 10. септембра 1944. године у селу Црновец код Битоља. При оснивању су у њен састав ушле Пета и Седма македонска бригада и Битољско-преспански партизански одред. Почетком октобра 1944. године, је реорганизована и у њен су састав ушле Друга македонска бригада и Костурско-лерински батаљон „Гоче“. Након тога је ушла у састав Петнаестог корпуса НОВЈ. У том је тренутку имала 4.200 бораца и официра.

## Борбени пут дивизије
Након ослобођења Прилепа, 2. септембра 1944. године, Другу бригаду је у њезином саставу заменила Девета македонска бригада. После тога су њен састав формирале Пета, Седма и Девета македонска и Прва егејска бригада.
Водила је борбе на комуникацијама Лерин-Битољ и Охрид-Ресен-Битољ-Прилеп против немачке Армијске групе Е, која се пробијала из Грчке. У децембру 1944. године, у њен су састав ушле Шеста, Девета и Једанаеста македонска и Прва македонска артиљеријска бригада.